# Thuret (Puy-de-Dôme)
Thuret település Franciaországban, Puy-de-Dôme megyében. Lakosainak száma 924 fő (2022. január 1.). Thuret Saint-André-le-Coq, Surat, Sardon, Aubiat, Bussières-et-Pruns és Saint-Clément-de-Régnat községekkel határos.

## Népesség
A település népessége az elmúlt években az alábbi módon változott:
| Lakosok száma | 876  | 914  | 979  | 921  | 918  | 915  | 920  | 923  | 924  |
|               | 2013 | 2015 | 2016 | 2017 | 2018 | 2019 | 2020 | 2021 | 2022 |